# Oriopsis alata
Oriopsis alata é uma espécie de anelídeo pertencente à família Sabellidae.
A autoridade científica da espécie é Ehlers, tendo sido descrita no ano de 1897.
Trata-se de uma espécie presente no território português, incluindo a sua zona económica exclusiva.